# Top Model Sverige
Top Model Sverige (in inglese conosciuto come Sweden's Next Top Model) è un reality show svedese, basato sul format americano America's Next Top Model, messo in onda su TV3.
Nelle prime tre stagioni il programma faceva parte di Scandinavia's Next Top Model, in cui comparivano, oltre concorrenti svedesi, anche ragazze danesi e norvegesi. Lo show è presentato dalla modella Vendela Kirsebom, sostituita nella quinta edizione dalla modella ed attrice Izabella Scorupco, a sua volta sostituita nell'edizione 2013 dalla modella Caroline Winberg, che figura anche nell'edizione 2014, nel quale il programma prende il titolo di "Sveriges Nästa Top Model - Killar/Tjejer" e vede nel cast anche ragazzi (come già successo negli Stati Uniti, in Vietnam, in Spagna e in Bosnia). Coach ed esperto di moda delle ultime tre edizioni, il volto noto svedese Jonas Hallberg.
Rispetto alle passate edizioni, in quest'ultima vi sono quattro episodi settimanali da 30 minuti ciascuno (nei primi i modelli saranno alle prese con gare di immunità o casting per case di moda, nel terzo dovranno posare per un servizio fotografico e nel quarto vedremo l'eliminazione di uno o più di loro); cambiato anche il sistema di esclusione dei concorrenti: di volta in volta, il migliore o la migliore della settimana garantisce l'immunità alle persone del proprio sesso, con i concorrenti di sesso opposto a rischio.

## Come parte di SNTM
| Edizione | Messa in onda     | Vincitrice      | Seconda classificata | Altre concorrenti | Numero di concorrenti | Destinazione internazionale |
| -------- | ----------------- | --------------- | -------------------- | --- | --------------------- | --------------------------- |
| 1        | 16 febbraio 2005  | Elina Herbeck   | Maja Ekberg          | Paula Quiroga, Maria Öhrstrand (ritirata), Heléne Melin, Maria Lager, Kumba M'bye, Louise Willenheimer, Julia Krischel, Madelene Lund | 10                    | New York City               |
| 2        | 15 settembre 2005 | Arwen Bergström | Janni Juntunen       | Fahrie Berisha, Charlotte Treschow, Anna Maria Moström, Jazzmine Berger, Maria Lindgren, Emelie Törnqvist, Mikaela Källgren           | 9                     | Parigi                      |
| 3        | 8 marzo 2006      | Freja Kjellberg | Sabina Karlsson      | Sandra Nilsson, Joanna Häggblom, Ebba Söderström, Emma Johansson, Julia Agapova, Sofia Eriksson, Kristina Svensson, Florina Weisz     | 10                    | Milano                      |

## Come programma indipendente
| Edizione | Messa in onda     | Vincitrice         | Seconda classificata | Altri concorrenti | Numero di concorrenti | Destinazione internazionale |
| -------- | ----------------- | ------------------ | -------------------- | --- | --------------------- | --------------------------- |
| 4        | 17 settembre 2007 | Hawa Ahmed         | Margarita Maiseyenka | Albulena Grajqevci, Linda Lindén, Hanna Markendahl, Pauline Naisubi, Nadia Borra & Daniella Pedersen, Malin Karlén, Jenny Andersson, Pia Cossa Åkesson, Sanna Lindfors                                                      | 12                    | Londra                      |
| 5        | 31 gennaio 2012   | Alice Herbst       | Klara Kassman        | Linnéa Melander, Ivana Komso, Sophie Angner, Jamilla Idris, Jenny Hammarlund, Victoria Eriksson, Sibel Kara, Nina Strauss, Rebecka Skiöld-Nielsen                                                                           | 11                    | Los Angeles                 |
| 6        | 21 gennaio 2013   | Josefin Gustafsson | Shams Ben-Mannana    | Eleonore Lilja (squalificata), Fatou Khan, Izabell Hahn, Afnan Maaz, Josefin Toomson, Jasmine Sjöberg, Malin Ekholm, Pamela Olivera                                                                                         | 10                    | Los Angeles                 |
| 7        | 24 febbraio 2014  | Feben Negash       | Ellinor Bjurström    | Fanny Karlsson, Astrid Wesström, Sanel Dzubur, David Lundin, Sebastian Lysén, Joakim Journath, Elzana Kadric, Kevin Triguero Montero, Jennifer Larsén, Konstantinos "Kostas" Vlastaras, Michael Gustafsson, Agnes Hedengård | 14                    | Città del Capo              |